# 王震亚
王震亚（1922年—2019年3月31日），男，河南镇平人，中国作曲家、音乐教育家，中国共产党党员。1941年进入重庆国立歌剧学校，师从郑志声学习作曲。1944年进入国立音乐院作曲系，师从江定仙。1949年进入中央音乐学院任教，曾任作曲系副主任和副院长，讲授和声学、作曲法、配器法等。代表作有《阳关三叠》（1954年）、《五声音阶及其和声》、《播种之歌》、《洗衣妇》、《黎明之歌》等。